# 谷島賢二
谷島 賢二（やじま けんじ、1948年 - ）は、日本の数学者。理学博士。東京大学名誉教授。専門は偏微分方程式、数理物理学。茨城県出身。

## 略歴
- 1948年 茨城県生まれ
- 1967年 茨城県立下館第一高校卒業
- 1967年 東京大学理科一類入学
- 1971年 東京大学理学部数学科卒業
- 1973年 東京大学大学院理学系研究科修士課程修了
- 1980年9月 - 1982年8月 米国プリンストン大学助教授
- 1982年9月 - 1990年3月 東京大学教養学部助教授
- 1990年4月 - 1992年3月 東京大学教養学部教授
- 1992年4月 - 2003年9月 東京大学大学院数理科学研究科教授
- 2003年10月 - 2019年3月 学習院大学理学部数学科教授

## 受賞歴
- 2009年9月 日本数学会 日本数学会賞秋季賞